# 埃塞克斯王國
东撒克逊王国，又稱埃塞克斯王国（英語：Kingdom of Essex），是中世紀前期位於英格蘭的盎格鲁-撒克逊七大王國之一。成立於6世纪，領土涵蓋今天的埃塞克斯郡、米德尔塞克斯郡、大部分赫特福德郡，並短暂統治過西肯特郡。埃塞克斯王國的最后一位国王西格雷德於825年将王国割让给威塞克斯的国王埃格伯特，之後成為英格蘭王國的一部份。

## 領土範圍
埃塞克斯王国北邻斯陶爾河和東盎格利亞王國；南临泰晤士河和肯特王國；东临北海；西临麦西亚王國。领土內的兩座城市：科尔切斯特和伦敦，分別都是羅馬統治時代的行省首府。
根據歷史紀錄，埃塞克斯王国內包含了中撒克遜省，也就是後來的米德爾塞克斯郡以及赫特福德郡的大部分地区，不過根據土地契約的證據顯示这不是埃塞克斯的核心领土。在核心领土內，埃塞克斯可以自由地授予土地特许权，但在較远的西部地區必須要得到其宗主麥西亞國王的同意。埃塞克斯王國有時候是由兩位国王共同统治，中撒克逊省很可能是其中一位共治国王的领地。 米德爾塞克斯郡以及赫特福德郡與埃塞克斯的連結還反映在今天的坎特伯里教省下的倫敦教區，该教区於 604年重建為東撒克遜主教教區，其边界一直以埃塞克斯王国为基础直到19世纪。
东撒克逊人也对間歇的控制萨里郡。 在8世纪的短暂时期，埃塞克斯王国也曾控制西肯特地區。
现代英国的埃塞克斯郡保留其北部和南部的歷史边界，但僅涵蓋利河以东的领土，其他部分則在8世纪被邻國麦西亚掌控。 
根據《部族藏書》紀錄，埃塞克斯王國的領土規模約有7千海德（Hide，一種土地丈量單位，用以計算麥西亞部落及附庸王國應負擔的軍役和稅收）。

## 历史紀錄
虽然埃塞克斯王国是盎格魯-撒克遜英格蘭的七大王國之一，但它的历史并没有得到詳細的记载。艾賽克斯王國留下相對較少的地契資料，《盎格鲁撒克逊编年史》中也沒有相應手稿，在编年史中唯一提及的人物是梅利多主教，结果使得埃塞克斯王國的歷史相對模糊。在王国存在的大部分时间里，埃塞克斯国王都奉一位鄰國國王為宗主，包含肯特国王、東盎格利亞国王或麥西亞国王。 

### 起源
約自五世紀早期，撒克逊人对開始在後來埃塞克斯王國的土地上定居。这些定居者中有很大一部分来自老萨克森。根据《不列顛人的歷史》記載的傳說故事「長刀的背叛」，約於西元460年至高王沃蒂根將原本由凱爾特布立吞人所統治的埃塞克斯割讓給撒克遜人。
有學者認為埃塞克斯的領土可能和羅馬不列顛時代特里諾文特人的凱爾特部落有關。研究顯示兩者有著和平共存的模式，維持羅馬不列顛的建築景觀，其中撒克遜人定居者可能只是少數。

### 埃塞克斯君主
埃塞克斯主要靠著吸收較小的小王國或撒克遜部落發展壯大，在6世纪發展成獨立王国。如同其他七大王國的早期統治者，埃塞克斯君主的名字、在位期間和成就都只能推測。
埃塞克斯王朝聲稱是撒克遜主神撒克斯內亞特的後代，他們又將撒克斯內亞特奉為沃丁之子，來宣稱自己是沃丁的後代。9世紀的威塞克斯王國編製了一份埃塞克斯王室家譜，然而倖存的副本殘缺不全。在埃塞克斯王國的歷史中，王國內的小國王有時候似乎能夠共同統治王國，他們在王國內的不同地區行使權力。根據《東撒克遜王表》第一位有紀錄的國王是埃什温，自西元527年開始統治，然而對於他的統治時長難以判斷。另外根據其他資料的紀錄，埃塞克斯王室的開創者是史雷达 。埃塞克斯国王的名字幾乎都以字母S為開頭，是著名的特徵。
埃塞克斯国王发行的硬币与西元1世紀的布立吞國王庫諾貝林发行的硬币相呼应，不但強調與古代統治者的聯繫，同时表明王國独立于麦西亚的統治。 

### 基督教
基督教在4世纪（羅馬統治晚期）在特里諾文特人中蓬勃发展。相關考古證據例如科尔切斯特的一座教堂遗迹可追溯到西元320年之後的一段时间，即313年君士坦丁大帝授予基督徒崇拜自由後不久；另有在威克福德遗址的瓷砖上還有在布伦特伍德发现的金戒指上都有留下象徵耶穌的凱樂符號。6世纪由异教国王統治的埃塞克斯王國中，基督信仰的存續情況並不清楚。
關於埃塞克斯王国最早的英语记录可以追溯到比德的《英吉利教會史》 ，其中紀錄到主教（后来的圣人）梅利多于604年抵达伦敦。肯特國王埃塞爾伯特（根据比德的说法是南英格蘭的霸主）在 604 年之后不久便將影響裡擴張到埃塞克斯，当时因為他的介入使他的侄子埃塞克斯国王賽伯特（史雷達之子）皈依基督教。也是埃塞爾伯特在倫敦捐獻並建造了今天聖保羅大教堂的前身。比德將埃塞爾伯特稱為賽伯特的宗主。  616年賽伯特去世后，梅利多遭到驱逐，王国恢复了异教信仰。这可能是在反对肯特人對埃塞克斯事务的影响，而不是反基督教。
王國在好人西格伯特二世時重新皈依基督教，當時聖賽達帶著傳教任務在提拉堡（可能是現在的東提爾布利或西提爾布利）和伊桑切斯特（几乎可以肯定是現在的濱海布拉德韋爾）建立了修道院。 2003年在普利特韦尔发现了一座王室陵寢，發掘出金箔包覆的十字架，表明墓室主人是基督徒。若該陵寢屬於国王，則該國王可能是塞伯特或西格伯特（653年遭謀殺）。墓室也有可能不屬於王室成員，而是一位身份不明有錢有權勢的人。 

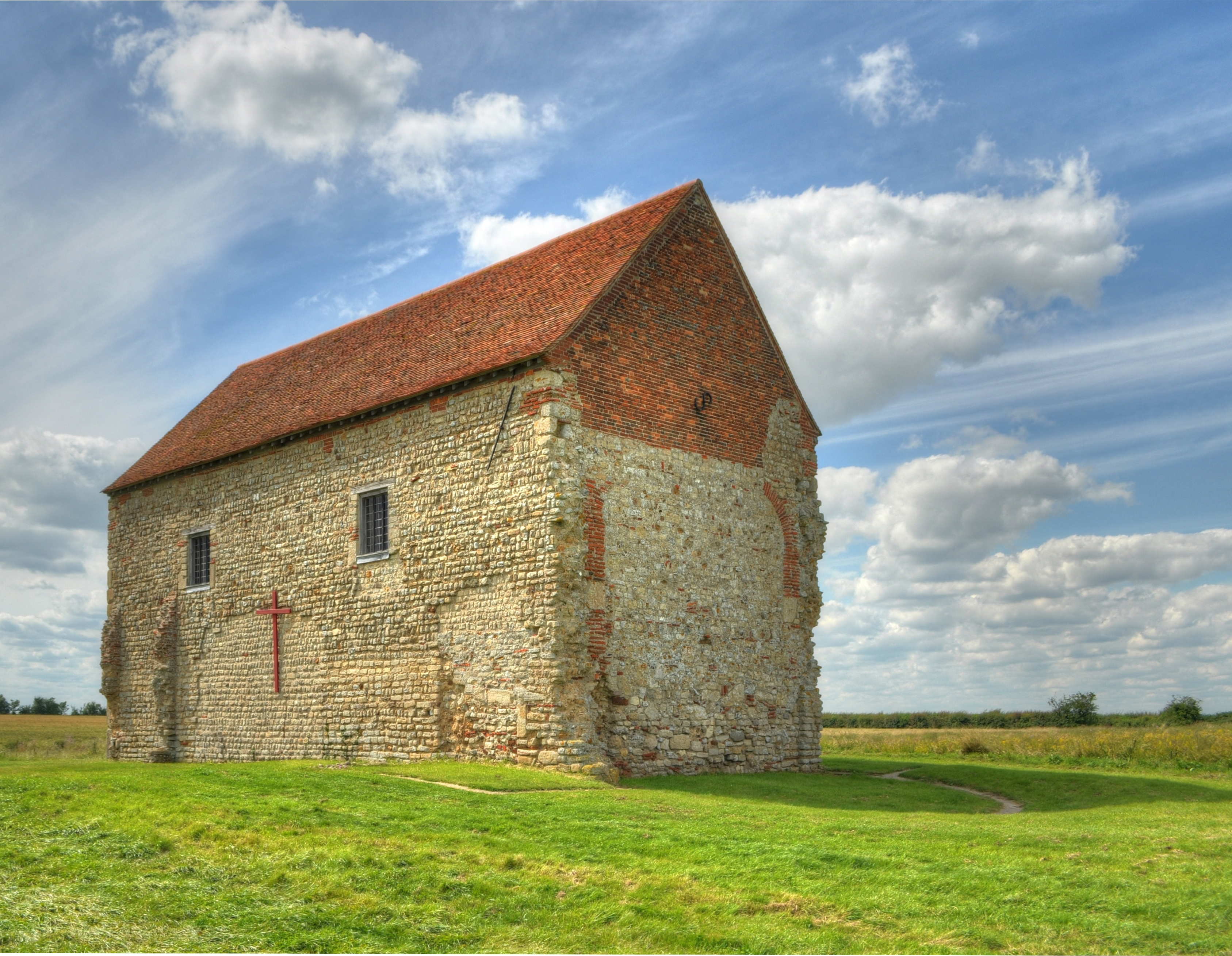
布拉德韋爾的聖彼得牆禮拜堂。由埃塞克斯的主保聖人聖賽達在662年左右建立，建立在奧托納 (英格蘭)罗马堡垒的遗址上。

埃塞克斯王國又在660年隨著異教國王史威斯赫爾姆登基而再度回歸異教，他在662年皈依基督教但在664年去世。他的兩個兒子西格赫爾和賽比繼位。同年的一场瘟疫导致西格赫爾和他的子民放弃基督教，埃塞克斯第三次回归异教。这场異教叛乱被麥西亞國王伍尔夫尔鎮壓並自立為埃塞克斯的宗主。比德稱西格赫爾和塞比為「臣服於麥西亞國王伍爾夫爾的統治者」。伍爾夫爾派利奇菲尔德主教賈魯曼使东撒克逊人重新皈依。
威尼和艾爾肯瓦爾德分別在666年和675年被任命為倫敦主教，对东撒克逊王国拥有属灵权威。在舊聖保羅大教堂中有一個小石棺上面刻著賽比 (埃塞克斯)(約664年–683年)，但是在1666年的倫敦大火中遺失。石棺上的銘文由保罗·亨茨纳紀錄，並經過罗伯特·纳顿翻譯如下：「此為埃塞克斯國王賽比之棺，他於677年在倫敦主教聖艾爾肯瓦爾德的引導下皈依。」
雖然埃塞克斯王國在8世紀時失去了倫敦和其餘的中撒克遜地區，倫敦主教依然對王國和未來的埃塞克斯郡擁有屬靈權威，一直到1845年。

### 晚期
尽管埃塞克斯王国在歷史上相对低調，但王國和泰晤士河对岸的肯特王国之间有着密切的联系，史雷達国王與肯特國王埃塞尔伯特的妹妹瑞丘拉结婚。在8世纪的短暂时期内，王国領土包括西肯特。在此期间，埃塞克斯国王发行了自己的厚銀幣，也许是为了表明自己的独立性。 然而到了8世纪中叶，王国的大部分地区，包括伦敦，都落入了麥西亞王國手中。殘存的領土大致和現代的埃塞克斯郡差不多。 825年左右，威塞克斯國王埃格伯特击败麥西亞国王伯恩伍爾夫後，埃塞克斯的末代国王西格雷德向埃格伯特臣服，埃塞克斯王国遂成為威塞克斯領土的一部份。
麥西亞人可能在埃塞克斯被威塞克斯併吞後繼續控制部分地區，825年後的一份麥西亞王國的土地契約上顯示他們可能扶植一位名叫西格里克的人為埃塞克斯國王。  在9世纪，埃塞克斯是一个包括薩塞克斯、萨里和肯特在内的一個小王国的一部分。 在878年至886年间的某个时候，威塞克斯王國根據阿爾弗雷德和東盎格利亞王國的丹人國王古斯倫的条约，威塞克斯将埃塞克斯的领土正式割让给了東盎格利亞的丹人區。在長者爱德华重新征服埃塞克斯后，埃塞克斯成為了一個郡，其行政首長也被稱為郡長。

## 国王列表
下列名单可能省略整个世代。
| 统治年間             | 國王                          | 簡介 |
| -------------------- | ----------------------------- | --- |
| 527－587年           | 埃什溫（ 不確定）             | 根据一些史料，埃什溫是第一位国王，其他資料則顯示他的兒子史雷達才是第一位。                                                        |
| 587－604年之前       | 史雷達                        | 埃什溫之子。 |
| 604之前－ 616或617年 | 賽伯特                        | 史雷達之子。 |
| 616或617年－約623年  | 賽克斯雷德                    | 賽伯特之子。与賽瓦爾德和第三个兄弟共治；在与西撒克逊人的战斗中丧生。                                                              |
| 616或617年－約623年  | 賽瓦爾德                      | 赛博特之子。与賽克斯雷德和第三个兄弟共治；在与西撒克逊人的战斗中丧生。                                                            |
| 616或617年－約623年  | （ 賽伯特的另一個兒子，佚名） | 与賽瓦爾德和賽克斯雷德共治；在与西撒克逊人的战斗中丧生。                                                                          |
| 約623－约653年之前   | 小西格伯特                    | |
| 约653－660年         | 好人西格伯特                  | 賽瓦爾德之子，又名聖西格伯特。 |
| 660－664年           | 史威斯赫爾姆                  | |
| 664－683年           | 西格赫爾                      | 可能是好人西格伯特之子，与賽比共治。                                                                                              |
| 664－约694年         | 賽比                          | 賽克斯雷德之子，与西格赫爾共治，讓位给儿子。                                                                                      |
| 约694－约709年       | 西格赫爾德                    | 与他的兄弟史威弗雷德共治。 |
| 约695－约709年       | 史威弗雷德                    | 赛比之子。与他的兄弟西格赫爾德共治。                                                                                              |
| 约709                | 奧法                          | 西格赫爾之子，在西格赫爾德和史威弗雷德統治晚期和他們共治。                                                                        |
| 约709－746年         | 賽爾雷德                      | 史雷達的後代，可能与史威弗伯特共治。                                                                                              |
| 约715－738年         | 史威弗伯特                    | 可能与賽爾雷德共治。 |
| 746－758年           | 史威斯雷德                    | 西格赫爾德之孫。 |
| 758－798年           | 西格里克一世                  | 賽爾雷德之子，退位。 |
| 798－812年           | 西格雷德                      | 西格里克之子。麦西亚王國被埃格伯特击败後，埃塞克斯作為小王国被併入威塞克斯王國；从812年到约825年，僅被稱為埃塞克斯領導者（Dux）。 |

## 資料來源
1. ↑  Keightley, Thomas. . Longman. 1842  [2022-08-23]. （原始内容存档于2021-12-11）.
2. 1 2 3  Yorke, Barbara. . Routledge. 2002: 47–52  [2022-08-23]. ISBN 978-1-134-70725-6. （原始内容存档于2021-12-12）.
3. ↑  Kings and Kingdoms of early Anglo-Saxon England, Chapter 3, Barbara Yorke, 1990, Routledge, ISBN 0-415-16639-X
4. ↑  Baker, John T. . Univ of Hertfordshire Press. 2006: 12  [2022-08-23]. ISBN 978-1-902806-53-2. （原始内容存档于2021-12-27）.
5. ↑  Rippon, Stephen, Essex c. 760 – 1066 （页面存档备份，存于） (in Bedwin, O, The Archaeology of Essex: Proceedings of the Writtle Conference (Essex County Council, 1996)
6. ↑  Campbell, James (编). . Penguin. 1991: 26.
7. ↑  H Hamerow, Excavations at Mucking, Volume 2: The Anglo-Saxon Settlement (English Heritage Archaeological Report 21, 1993)
8. ↑  Yorke, Barbara. Clemoes, Peter; Keynes, Simon; Lapidge, Michael , 编. . Cambridge University Press. 1985: 31–36.
9. ↑  Yorke, Barbara. Clemoes, Peter; Keynes, Simon; Lapidge, Michael , 编. . Cambridge University Press. 1985: 14.
10. ↑  Hooke, Della. . Leicester University Press. 1998: 46.
11. ↑  Yorke, Barbara. . London and new York: Routledge. 2005: 45 [1990]. ISBN 0-415-16639-X.
12. ↑  Andrew Reynolds, Later Anglo-Saxon England (Tempus, 2002, page 67) drawing on S Bassett (ed) The Origin of Anglo-Saxon Kingdoms (Leicester, 1989)
13. ↑  Yorke, Barbara. Clemoes, Peter; Keynes, Simon; Lapidge, Michael , 编. . Cambridge University Press. 1985: 3.
14. ↑  Yorke, Barbara. Clemoes, Peter; Keynes, Simon; Lapidge, Michael , 编. . Cambridge University Press. 1985: 16.
15. ↑  Metcalf, DM. Campbell, James , 编. . Penguin. 1991: 63–64.
16. ↑  . The Colchester Archaeologist. 2017-01-05  [2022-08-24]. （原始内容存档于2021-12-11）.
17. ↑  Dunnett, Rosalind. . London: Duckworth. 1975: 58 [1975]. ISBN 0-7156-0843-6.
18. ↑  Bede, book II, chapter 3
19. ↑  Stenton, Frank Merry; Stenton, Professor of History Frank M.; Stenton, Sir Frank Merry. . Clarendon Press. : 109  [2022-08-24]. ISBN 978-0-19-821716-9. （原始内容存档于2022-08-24） （英语）.
20. ↑  Yorke, Barbara, Kings and Kingdoms of Early Anglo-Saxon England (1990)
21. ↑  Blair, I. 2007. Prittlewell Prince. Current Archaeology 207: 8-11
22. ↑  Kirby, D. P. . Psychology Press. : 114  [2022-08-24]. ISBN 978-0-415-24211-0. （原始内容存档于2022-08-24） （英语）.
23. ↑  Bede, HE, III, 30, pp. 200–1.
24. ↑  Pryde, E. B.; Greenway, D. E.; Porter, S.; Roy, I. . Cambridge [England]: Cambridge University Press. : 239  [2022-08-24]. ISBN 978-0-521-56350-5 （英语）.
25. ↑  Naunton, Robert; Hentzner, Paul. .   [2022-08-23]. （原始内容存档于2021-09-08） （英语）.
26. ↑  .   [2022-08-23]. （原始内容存档于2012-04-03）.
27. ↑  Rippon, Stephen. Bedwin, O , 编. . : 117  [2022-08-23]. （原始内容存档于2021-12-11）.
28. ↑  Brooke, Christopher Nugent Lawrence; Keir, Gillian. . University of California Press. 1975: 18.
29. ↑  Swanton, Michael (编). . Phoenix Press. 1996: 60.
30. 1 2  Cyril Hart The Danelaw (The Hambledon Press, 1992, chapter 3)
31. ↑  Hart, Cyril. Neale, Kenneth , 编. . Leopard's Head Press. 1987: 62.
32. 1 2  Handbook of British Chronology (CUP, 1996)